# Вісник Генерального Секретаріату України
Вісник Генерального Секретаріату України — офіційний друкований орган Генерального Секретаріату Української Центральної Ради. Був продовженням журналу «Вісті з Української Центральної Ради». Видавався в Києві з листопада 1917 року. До кінця 1917 вийшло 8 чисел. Виходив до травня 1918. Кілька разів змінювалася назва — спочатку на «Вісник Генерального Секретаріату УНР», потім — «Вісник Ради Народних Міністрів УНР». Друкував матеріали державно-урядового характеру. Під час Української Держави видання продовжувалося під назвою «Державний вістник».